# إرنست ميدينا
إرنست ميدينا (بالإنجليزية: Ernest Medina) هو عسكري أمريكي، ولد في 27 أغسطس 1936 في سبرينغر في الولايات المتحدة، وتوفي في 8 مايو 2018 في ويسكونسن في الولايات المتحدة.